# Calabriai dialektusok
A calabriai dialektusok (saját elnevezésük parràti calabbrìsi, olaszul dialetti calabresi) az olaszországi Calabria régióban körülbelül kétmillió ember által használt újlatin (délolasz) nyelvjáráscsoport, amely közelebbről az italo–dalmát nyelvekhez tartozik. A dialektusok átmenetet képeznek a nápolyi és a szicíliai nyelv(változat) között, amelyek dialektológiai szempontból egyébként is igen közel állnak egymáshoz.

## Besorolásuk, felosztásuk
A calabriai nyelvjárások, mint már a bevezetőben említettük, dialektális kontinuumot alkotnak a nápolyi, illetve a szicíliai regionális nyelvekkel. Két fő alcsoportra különíthetőek el:
- a régió felső harmadában beszélt északi aldialektusokat – észak-calabriai vagy cosenzai – a nápolyi nyelvhez sorolják, míg
- a régió déli kétharmad részén beszélt aldialektusokat – dél-calabriai vagy calabro – a szicíliai nyelv változatainak tekintik.

E nyelvi felosztás nagyjából megegyezik a történelmi közigazgatási tagolódással: Calabria Citeriore (vagy Latin-Calabria) és Calabria Ulteriore (vagy Görög-Calabria). Megjegyzendő, hogy ez csak egy általános felosztás, a középső nyelvjárásai mindkét csoporttal mutatnak egyező sajátosságokat. A calabriai dialektusokat egy német nyelvész, Gerhard Rohlfs széleskörűen feltérképezte és tanulmányozta az 1920-as évek közepétől az 1970-es évek közepéig, és igen terjedelmes szótárat készített róluk több kötettel.

## Történeti áttekintés
A calabriai dialektusok gyökerei alapvetően két klasszikus nyelvre, a latinra, illetve az ógörögre vezethetőek vissza. Erős görög-szubsztrátum által érintett nyelvjárások, amelyeket már évszázadok óta beszélnek a térségben. Emellett számos más, különféle hatás érte őket egyéb nyelvektől is a gyarmatosítás és a különböző kultúrák befolyásának köszönhetően. A francia, az arab és – néhány területen – a spanyol nyelv is erős nyomott hagyott bennük.

## Összehasonlító táblázat
Az alábbi táblázatban néhány köznapi szó összehasonlítása látható dél- és észak-calabriai nyelvjárásban, olaszul, spanyolul és latinul.
| Magyar       | Dél-calabriai (calabro) | Észak-calabriai (cosenzai) | Olasz        | Spanyol          | Vulgáris latin            |
| ------------ | ----------------------- | -------------------------- | ------------ | ---------------- | ------------------------- |
| holnap       | rumàni                  | crai / dumàni              | domani       | mañana           | CRAS, DE MANE, MANEANA    |
| közben       | asciatàntu / shramènti  | interimme                  | frattanto    | entretanto       | (DUM) INTERIM             |
| tegnap előtt | avantèri                | nustierzu                  | ieri l'altro | anteayer, antier | NUDIUS TERTIUS, ANTE HERI |
| ásítani      | sbadigghjàri            | alare                      | sbadigliare  | bostezar         | OSCITARE                  |